# آنفو (کومونه)
آنفو (کومونه) (به ایتالیایی: Anfo) یک کومونه در ایتالیا است که در استان برشا واقع شده‌است.

## خصوصیات
آنفو ۲۳ کیلومترمربع مساحت و ۴۷۴ نفر جمعیت دارد و ۴۰۰ متر بالاتر از سطح دریا واقع شده‌است.